# Tick-borne encephalitis virus
Tick-borne encephalitis-virus, TBE virus, TBEV, eller flåt-båret hjernebetændelsesvirus, er en virus i virusslægten Flavivirus i virusfamilien Flaviviridae. TBE virus forårsager sygdommen centraleuropæisk hjernebetændelse (tick-borne encephalitis eller blot TBE) og er en zoonose, der overføres til mennesker fra skovflåter.
TBE virus er nært beslægtet med Zikavirus, Gul feber virus, Vestnilvirus og Denguevirus.

## Generelt
TBE virus har en ydre membrankappe og en indre kapsid (proteinkappe) og et genom af (+)ssRNA, dvs. positivt polariseret, enkeltstrænget RNA, på omkring 11.000 nukleotider der koder for 10 proteiner.
I elektronmikroskop viser TBE virus sig som en partikel på størrelse mellem 40 og 60 nm.

## Genom
Genomet af (+)ssRNA på 11.000 nukleotider fungerer direkte som mRNA og oversættes til et langt polyprotein, der spaltes til 10 proteiner, se diagrammet.

## Proteiner
De 10 proteiner bliver syntetiseret som et langt polyprotein, der spaltes til 10 proteiner:
tre strukturproteiner
- C = kapsidprotein
- prM = precursor membranprotein, forstadie, der spaltes til membranprotein
- E = envelope protein, udgør stort set hele overfladen af viruspartiklen

og syv nonstrukturelle proteiner
- NS1
- NS2a
- NS2b
- NS3 = protease
- NS4a
- NS4b
- NS5 = polymerase[7]